# Kopanice (Slovensko)

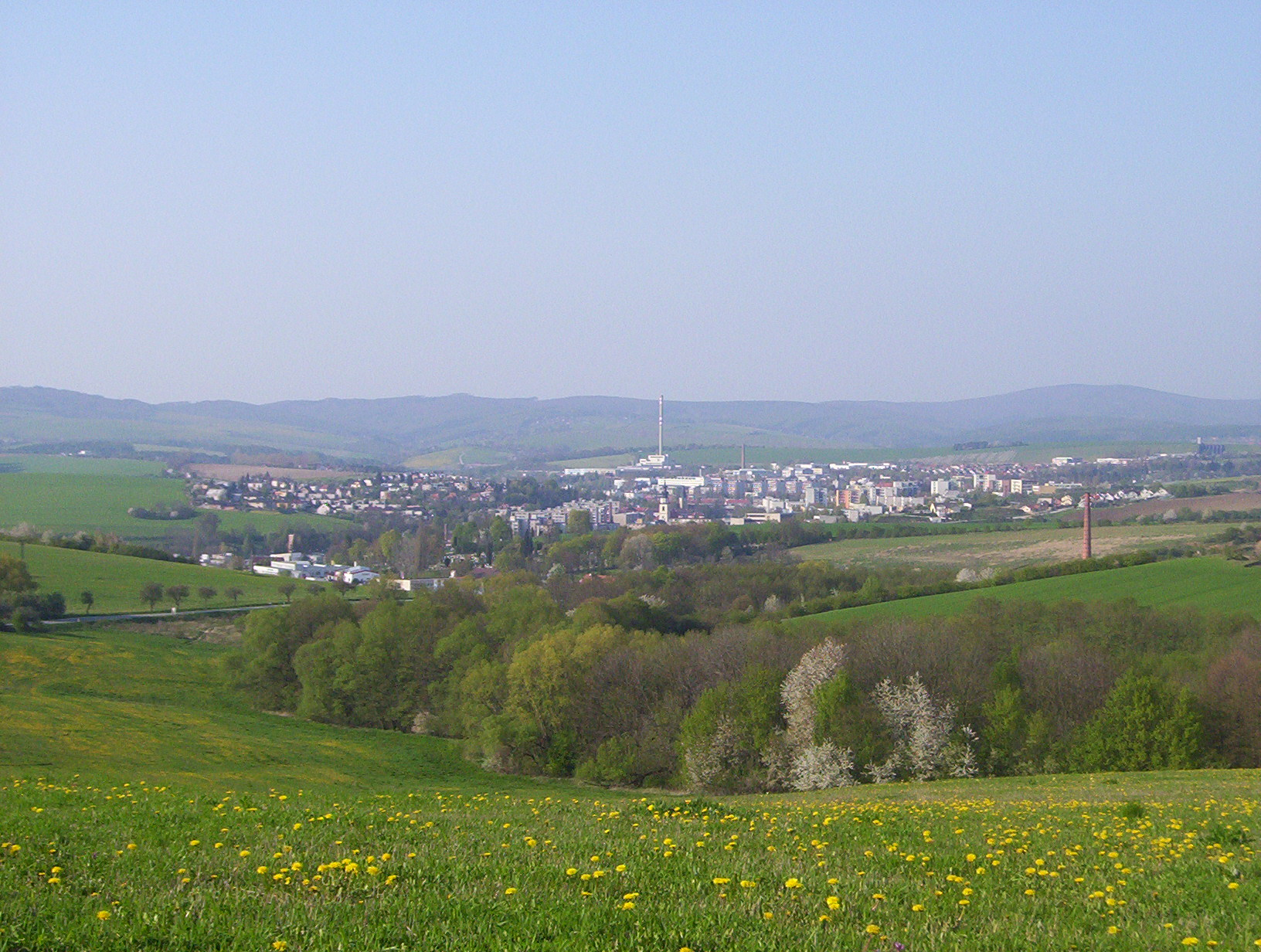
Pohled na město Myjava

Kopanice jsou tradiční region na západě Slovenska mezi Malými Karpaty a Bílými Karpaty na Myjavské pahorkatině severovýchodně od regionu Záhoří. V uherských dobách byl součástí Nitranské župy, dnes se nachází v okrese Myjava s přesahem do okresů Senica a Nové Mesto nad Váhom.
Hlavními středisky jsou města Myjava, Stará Turá a Brezová pod Bradlom. V 19. století se jednalo o jedno z ohnisek slovenského národního hnutí, pochází odsud řada významných osobností slovenské politiky a kultury (M. R. Štefánik, D. Jurkovič, Š. Osuský).

## Galerie

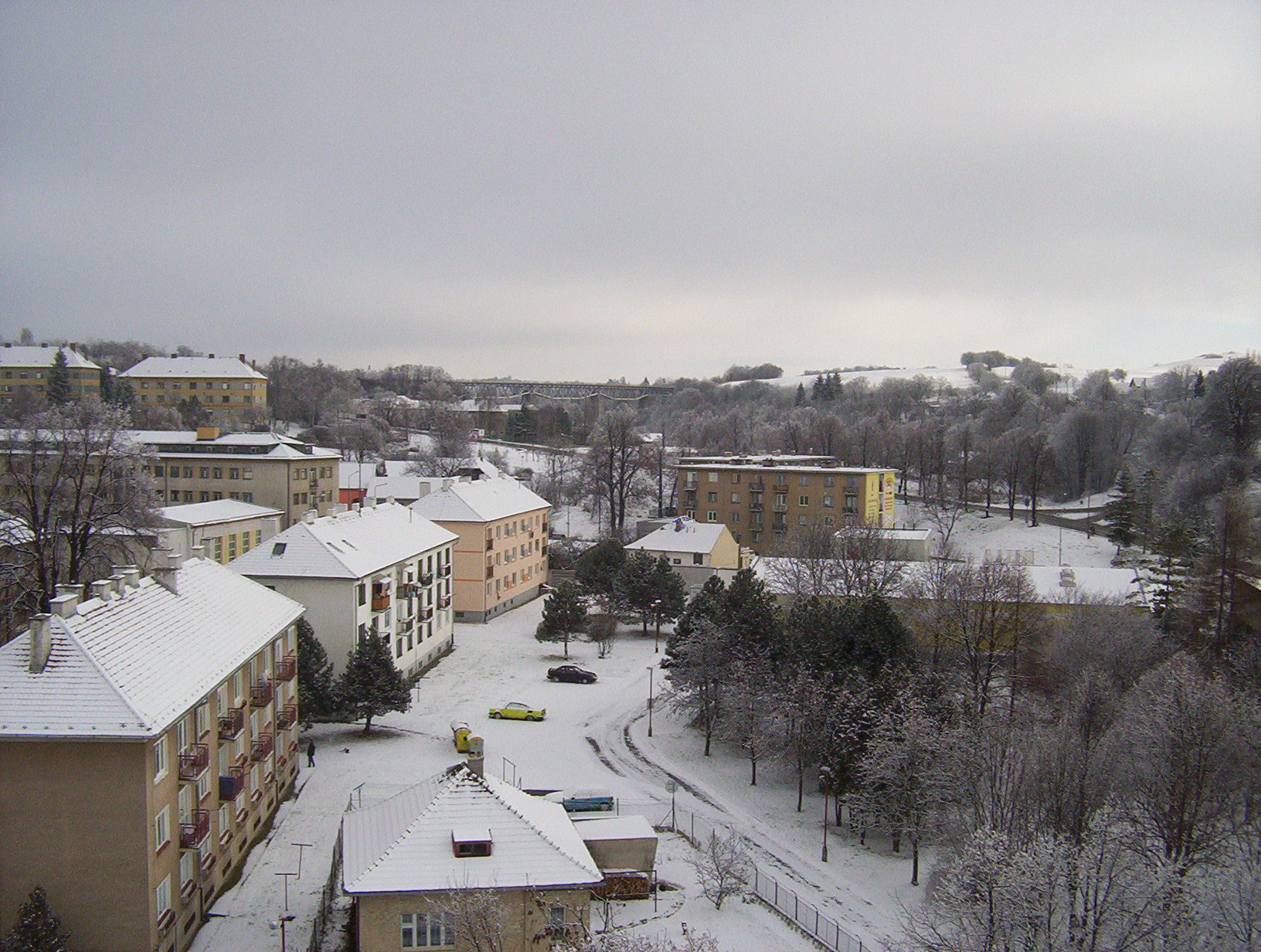
Město Myjava v zimě
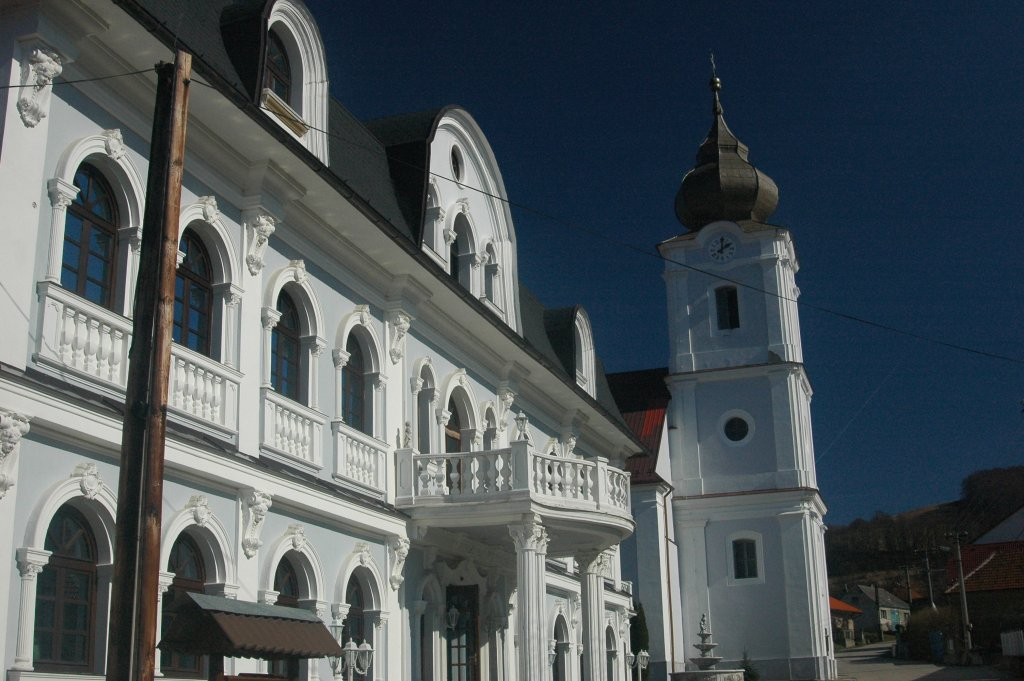
Kostel a palác v obci Vrbovce
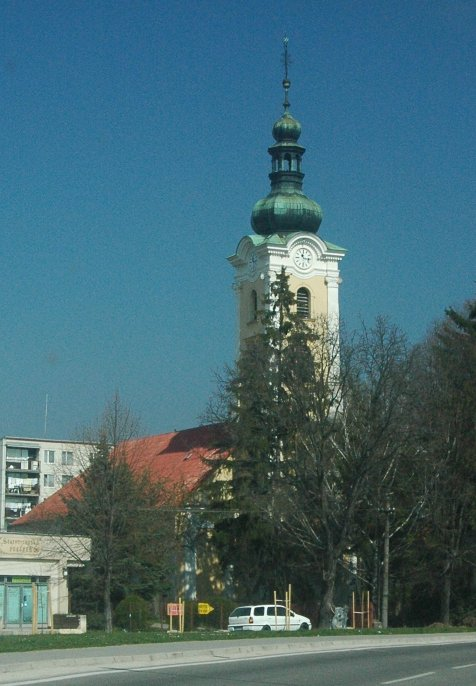
Kostel ve městě Stará Turá
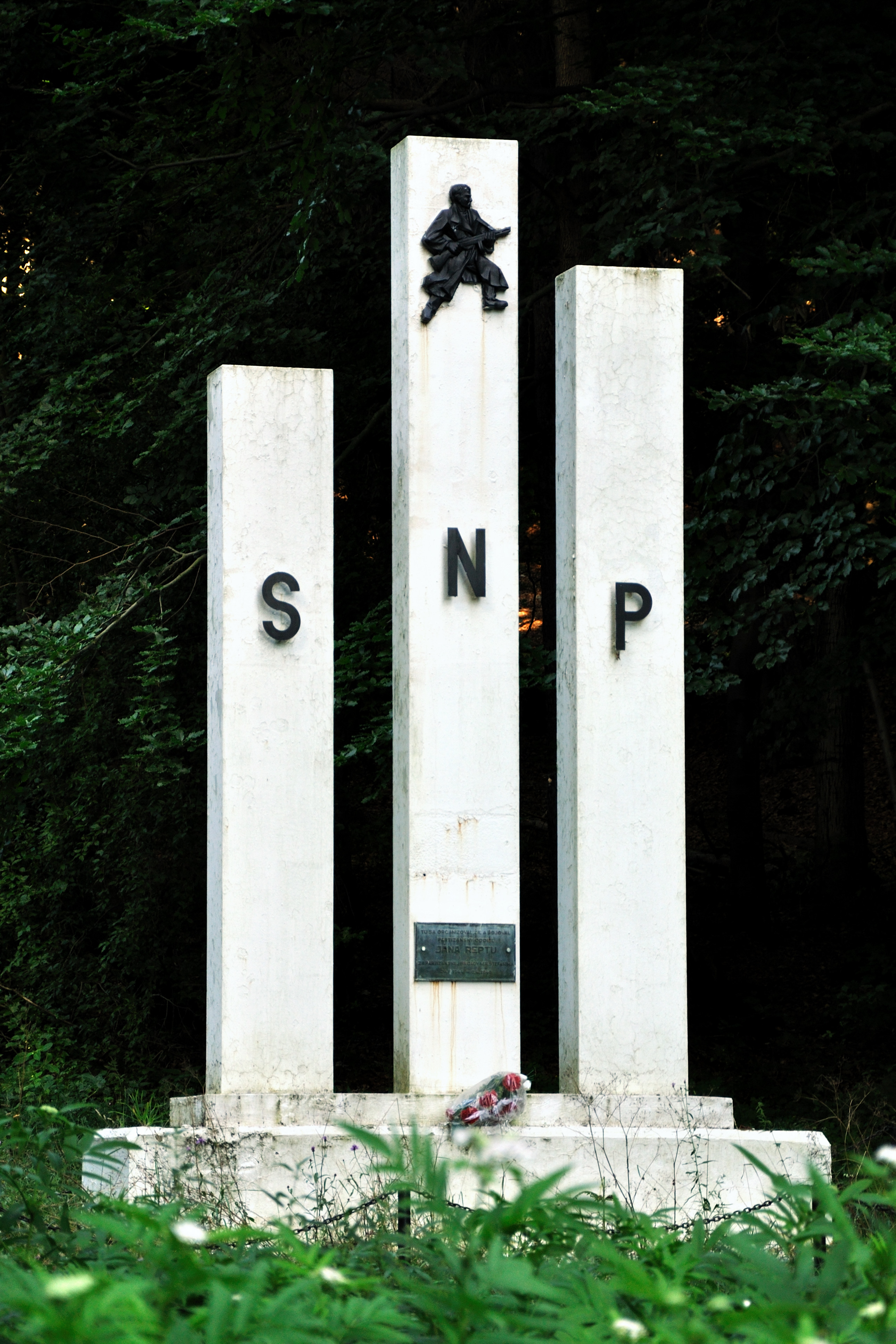
Památník SNP oddílu Jána Repta, Brezová pod Bradlom